# 梁家玉
梁家玉（Jade Leung Ka Yuk，1977年7月14日—），香港女模特兒及主持人，因其廚藝了得而被無綫電視發掘而主持烹飪訪談節目《閨密教煮》。

## 背景
梁家玉在22歲時加入知名模特兒公司Elite成為全職模特兒。她自2007年3月下嫁拍拖3年的作曲家雷頌德之後便減少模特兒的工作。2014年，她與丈夫獲邀請擔任無綫電視節目《女皇的盛宴》的嘉賓，期間因為獲得主持人汪明荃稱讚其廚藝出色以及監製的賞識，於是於翌年獲安排主持烹飪訪談節目《閨密教煮》。

## 演出

### 節目主持
- 2015年：閨密教煮

### 節目嘉賓
- 2014年：女皇的盛宴
- 2015年10月3日 ：TVB台慶亮燈儀式
- 2015年10月23日：今日VIP
- 2016年：我愛香港

## 音樂作品
- 2015年：〈密偈〉（與側田合唱）

## 外部連結
- 梁家玉的Instagram帳戶